# Templo y exconvento de San Agustín de las Cuevas (Tlalpan)
El Templo y exconvento de San Agustín de las Cuevas es un conjunto arquitectónico religioso ubicado frente a la plaza de la constitución en el Centro histórico de Tlalpan en la Alcaldía Tlalpan y fue construido a mediados del siglo XVII, aunque su fundación data de finales del siglo XVI.

## Historia
La primera edificación data del siglo XVI (1532). La obra actual fue modificada y terminada entre los años 1637 y 1647. En esta última transformación se construyeron el templo y un convento anexo. Fue erigida primeramente por frailes franciscanos. Al paso de los años la construcción quedó a cargo de los frailes dominicos. Su nombre se debe a que los frailes llegaron a este lugar el 28 de agosto, día de San Agustín.
La calle en donde se encuentra la iglesia ha tenido varios nombres a través del tiempo. En la época colonial fue llamada Calle Real, después durante el siglo XIX, el Guadalupe, y finalmente, en la época del porfiriato, Ferrocarril. Su actual nombre fue escogido en honor a Francisco I. Madero, el cual le fue concedido en el periodo posterior a la Revolución Mexicana.

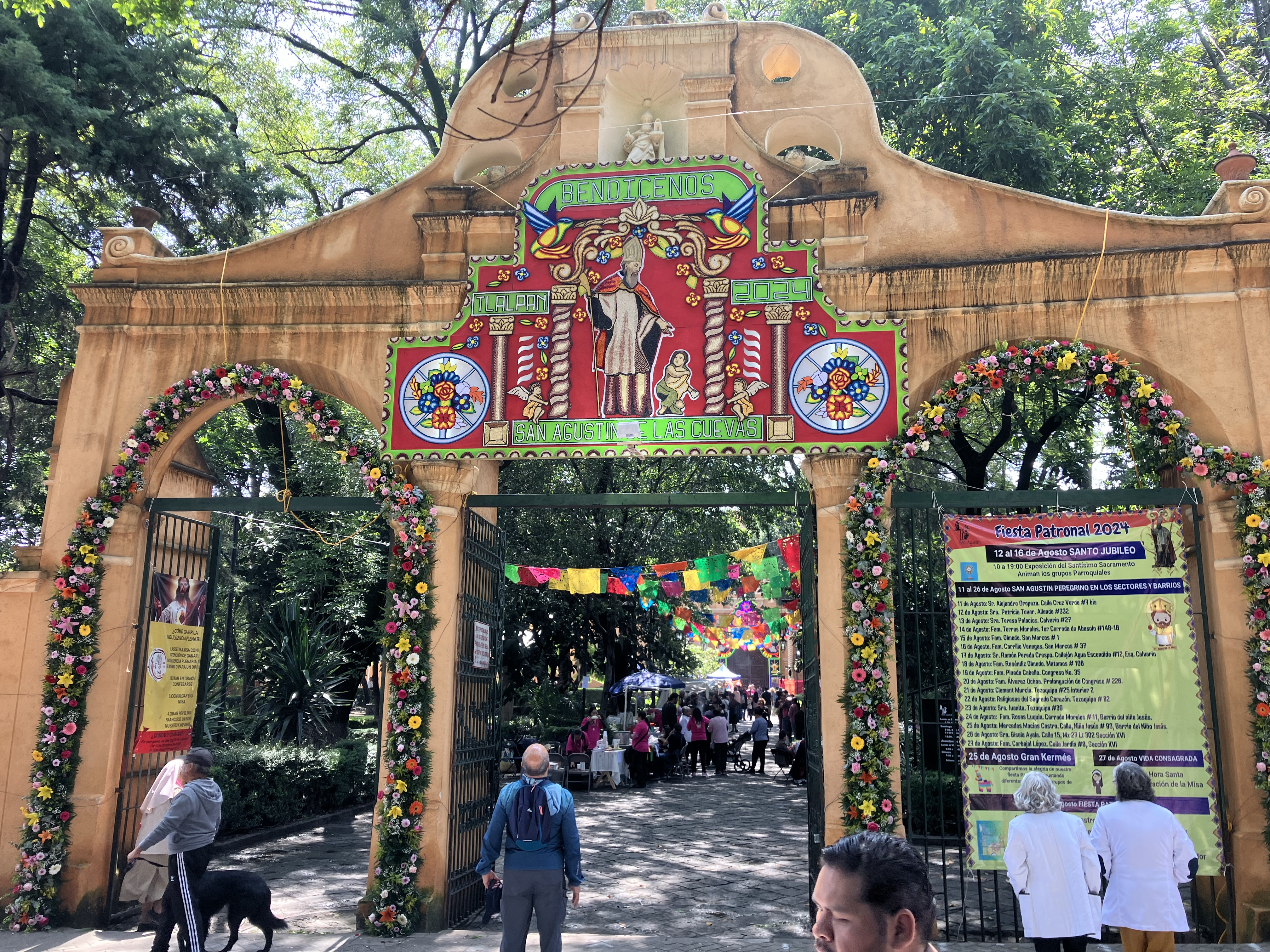
Fachada del atrio del templo

El templo cuenta con una construcción elaborada de tres naves, tiene una fachada decorada con adornos de estuco y en el período que va de 1827 a 1932 estuvo adornada por un reloj traído de España. La cabecera principal cuenta con un altar, y en el costado sur se encuentra una capilla dedicada a la Virgen del Rosario, elaborada con estilo plateresco. Al norte se localiza la Capilla del Santísimo, dedicada a la Virgen de los Dolores. El templo cuenta con una colección de cuadros de la época novohispana y esculturas de santos y vírgenes de los siglos XIV al XVI.
- Wikimedia Commons alberga una categoría multimedia sobre Templo y exconvento de San Agustín de las Cuevas.